# End of the World (album van Aphrodite's Child)
End of the World is een album uit 1968 van de Griekse progressieve rockgroep Aphrodite's Child. Het was het debuutalbum van de band.
De aanloop naar dit album bestaat uit de opname van de nummers Plastics nevermore en The other people, de bandnaam Papathanassiou Set  onder contract bij Philips Griekenland. Deze vinden de opname zo goed, dat de band onder de aandacht willen brengen van Mercury Records in Londen. Tevens kunnen de leden van de groep dan het strenge regime van het kolonelsregime in Griekenland ontvluchten. Voor bandlid Anargyros Koulouris kwam het te laat; hij moest zijn dienstplicht vervullen. De andere drie willen de oversteek maken naar Engeland, maar krijgen geen vergunning. Dan maar in Frankrijk blijven, alwaar een staking uitbreekt, de eerste symptomen van de revolutie van 1968. Opnamen vonden plaats in de Philips Studio in Parijs.  
De muziek varieert van klassiek getinte progressieve rock tot psychedelische rock (Day of the Fool).  
In juni 1968 verscheen de eerste single "Rain and Tears", dat meteen een grote hit werd doorheen Europa en goud haalde. Na dit succes werd de eerste langspeelplaat End of the World opgenomen. Het titelnummer verscheen in oktober van dat jaar als tweede single. "Valley of Sadness" werd in Frankrijk een tijdje als derde single uitgebracht, maar snel weer ingetrokken.

## Musici
- Vangelis - toetsinstrumenten waaronder een mellotron, percussie, vibrafoon, dwarsfluit, zang;
- Demis Roussos - zang, basgitaar, gitaar, bouzouki
- Lucas Sideras - slagwerk, percussie, gitaar, zang

met
- Claude Chauvet: stem op "Rain and Tears" en "End of the World"

## Muziek
Alle van Vangelis en Boris Bergman, Rain and Tears gebaseerd op muziek van Johann Pachelbel.

| Nr. | Titel                      | Duur |
| --- | -------------------------- | ---- |
| 1.  | End of the World           | 3:11 |
| 2.  | Don't Try to Catch a River | 3:37 |
| 3.  | Mister Thomas              | 2:47 |
| 4.  | Rain and Tears             | 4:05 |
| 5.  | Grass Is No Green          | 5:59 |
| 6.  | Valley of Sadness          | 3:11 |
| 7.  | You Always Stand in My Way | 3:53 |
| 8.  | Shepherd and the Moon      | 3:00 |
| 9.  | Day of the Fool            | 5:51 |

| Nr. | Titel             | Duur |
| --- | ----------------- | ---- |
| 10. | Plastic Nevermore |      |
| 11. | The Other People  |      |